# Dumè
 (décembre 2024).
Dumè, Dominique Mattei, né le 24 novembre 1981 à Marseille, est un auteur-compositeur-interprète et comédien français.

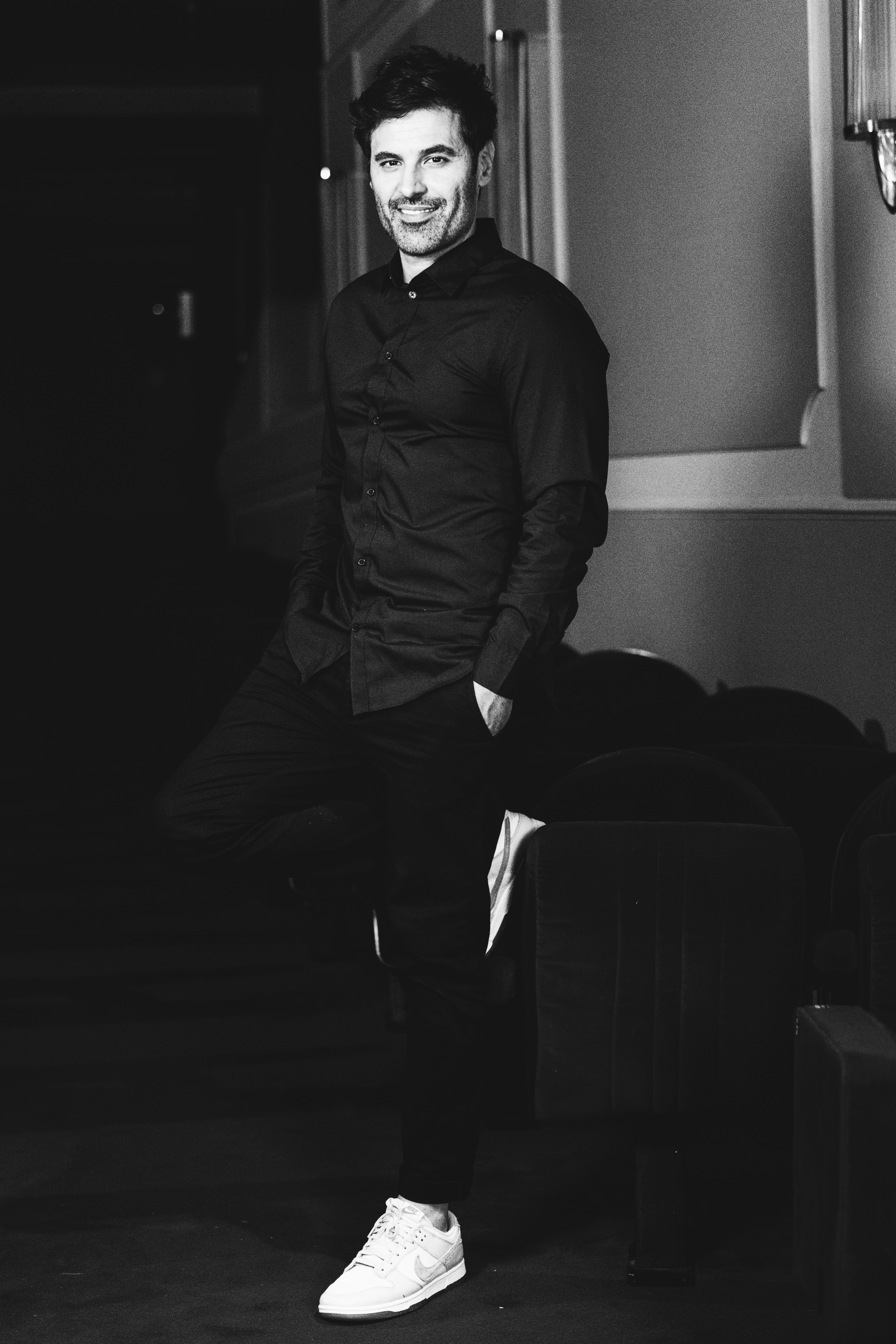

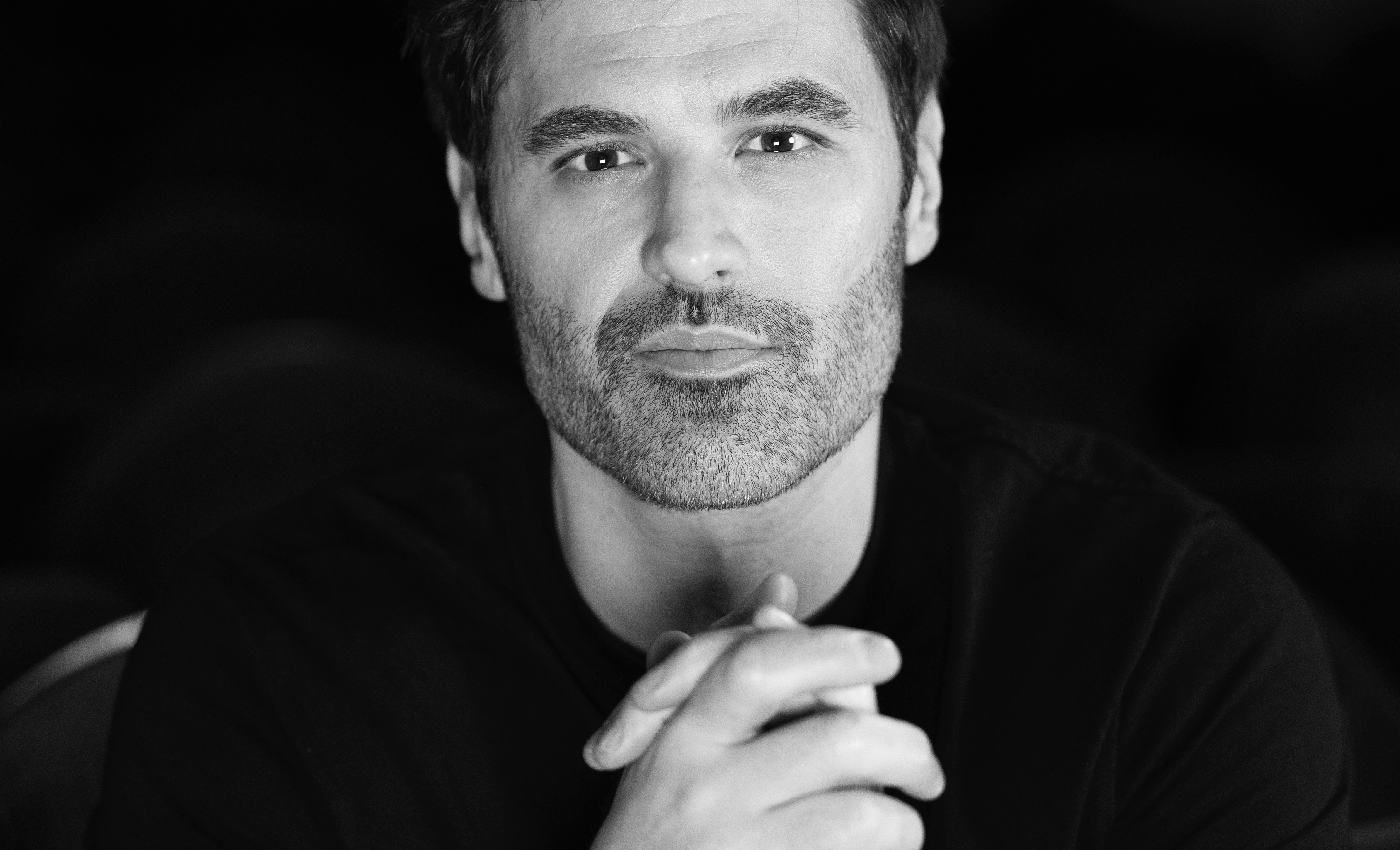

## Biographie
Dominique Mattei grandit entre Marseille et la Corse où vit sa famille. Il étudie le chant lyrique et le théâtre au Conservatoire de musique de Marseille[réf. nécessaire].
En 2006, il s'installe à Paris. Il rencontre Pascal Obispo qui lui propose de rejoindre son équipe de compositeurs au sein de son label Atletico Music. Il écrit entre autres pour Johnny Hallyday et Natasha St Pier[réf. nécessaire]. 
En 2010, Dominique Mattei est choisi par My Major Company, et prend le pseudonyme Dumè (Dominique en Corse). 
Son premier album solo La moitié du chemin sort le 16 juin 2014. Le premier single Je ne sais rien faire est suivi de Maman m'avait dit. Les textes sont signés Lionel Florence et Nicolas Nebot[réf. nécessaire].
Dumè chante en duo, La moitié du chemin avec Judith[Qui ?].
En 2012, il participe à l'album Génération Goldman sur lequel il interprète avec Merwan Rim, Amaury Vassili et Baptiste Giabiconi Il suffira d'un signe[réf. nécessaire].
En 2013, il joue le rôle du Shérif de Nottingham dans la comédie musicale Robin des Bois aux côtés de Matt Pokora. Le spectacle est joué Palais des congrès de Paris et en tournée des zéniths l'année suivante.
En 2015, il co-écrit et produit avec Nicolas Nebot, le spectacle musical Le Voyage extraordinaire de Jules Verne. Les représentations ont lieu au Théâtre Mogador à Paris du 17 octobre 2015 au 6 mars 2016.
En 2016, Jeff Panacloc lui confie la composition musicale de son documentaire L'extraordinaire aventure de Jeff Panacloc. Puis en 2017, Dumè réalise la création musicale du nouveau spectacle Jeff Panacloc contre-attaque[réf. nécessaire].
En octobre 2018, le spectacle musical Jules Verne , créé par le binôme Nicolas Nebot et Dominique Mattei, est à nouveau produit et joué au Théâtre Edouard XII à Paris. La nouvelle mise en scène est signée Nicolas Nebot[réf. nécessaire].
En 2021, il se verra confier par Jeff Panacloc la création de la partie musicale du spectacle de ce dernier intitulé Jeff Panacloc Adventure[réf. nécessaire].
En 2022, Il compose et réalise la musique de la pièce de théâtre " Smile " de Nicolas Nebot et Dan Menasche. D'abord jouée à la Nouvelle Eve, la pièce de Théâtre " Smile " est à présent à l'affiche du Théâtre de L'œuvre à Paris. La pièce est également jouée en juillet 2024 au Festival d'Avignon au théâtre Actuel[réf. nécessaire]. 
En septembre 2023, il compose et réalise la musique du spectacle " Victor vers le Futur " écrit et mis en scène par Jeff Panacloc et Charlotte Bizjak, joué au Palais des Glaces à Paris[réf. nécessaire]. 
Également en septembre 2023, Dominique Mattei compose et réalise la musique du spectacle musical, " Winnie et le coffre aux merveilles " écrit et mis en scène par Nicolas Nebot, actuellement au Théâtre des Nouveautés à Paris[réf. nécessaire].

## Discographie

### Albums

#### Album solo
2016: Jules Verne

#### Participations
- 2012 : Génération Goldman
- 2013 : Génération Goldman volume 2
- 2013 : Robin des Bois
- 2014 : Kiss & Love

### Singles
- 2010 : Je ne sais rien faire
- 2012 : La moitié du chemin[4]
- 2014 : Maman m'avait dit

### Collaborations
- 2007 : Le blues maudit - Johnny Hallyday
- 2008 : C'est pas une vie - Johnny Hallyday
- 2008 : Le spleen de Janis - Louisy Joseph
- 2008 : 1,2,3 Single - Natasha Saint-Pier
- 2016 : À la coquette du monde - Les Coquettes

## Télévision
- 2013 : Les Chansons d'abord, émission animée par Natasha Saint-Pier sur France 3[7]

## Spectacles musicaux
- 2013-2014 : Robin des Bois de Lionel Florence et Patrice Guirao, mise en scène Michel Laprise - Palais des congrès de Paris et tournée Française des Zéniths.
- 2015-2016 : Le voyage extraordinaire de Jules Verne. Livret & paroles Nicolas Nebot - Création et réalisation musicale Dominique Mattei- Dumè - Mise en scène Rabah Aliouane - Théâtre Mogador Paris.
- 2016 : Compositeur musical du documentaire "L'extraordinaire aventure de Jeff Panacloc".
- 2016 : Compositeur et réalisateur musical de "À la coquette du monde" Spectacle Les Coquettes.
- 2017 : Compositeur et réalisateur musical pour le spectacle de "Jeff Panacloc Contre Attaque"  de Jeff Panacloc.
- 2018-2019 : "Le voyage extraordinaire de Jules Verne" : Livret & paroles Nicolas Nebot - Création et réalisation musicale Dominique Mattei Dumè. Mise en scène Nicolas Nebot, Théâtre Edouard XII Paris.
- 2019-2022 : Compositeur et réalisateur musical pour le spectacle "Sensiblement viril" d'Alex Ramirès.
- 2021-2022 : Compositeur et réalisateur musical pour le spectacle  "Jeff Panacloc Adventure" de Jeff Panacloc.
- 2022 : Compositeur et réalisateur musical de la chanson " Le clitoris" spectacle Les Coquettes.
- 2022 : Compositeur et réalisateur musical pour la pièce de théâtre "Smile" à La Nouvelle Ève.